# بيت قصيلة (شبام كوكبان)

تعديل مصدري - تعديل

بيت قصيلة هي إحدى قرى عزلة ضلاع الأعلى بمديرية شبام كوكبان التابعة لمحافظة المحويت، بلغ تعداد سكانها 648 نسمة حسب تعداد اليمن لعام 2004.